# Eyvashān
Eyvashān (persiska: ايوشان, ایوشان سیل, Yebāsūn, ‘Eyvashān Seyl, ‘Eyvashān Sīl, Eyvashān Seyl) är en ort i Iran.   Den ligger i provinsen Lorestan, i den centrala delen av landet, 300 km sydväst om huvudstaden Teheran. Eyvashān ligger 1 975 meter över havet och antalet invånare är 223.
Terrängen runt Eyvashān är varierad. Runt Eyvashān är det ganska glesbefolkat, med 31 invånare per kvadratkilometer. Närmaste större samhälle är Aznā, 12,9 km norr om Eyvashān. Trakten runt Eyvashān består i huvudsak av gräsmarker.